# Липецкая газета
«Ли́пецкая газе́та» — издательский дом в Липецке.
Учредитель: управление информационной политики Липецкой области.
Выпускает несколько изданий и сетевых СМИ: «Липецкая газета», «Липецкая спортивная газета», «Золотой ключик», журнал «ЛИЦА Липецкой области», литературный журнал «Петровский мост», интернет-портал «Липецкмедиа», молодежный онлайн-журнал «ЁЖ».
Создан в сентябре 2008 года на основе ГУ «Редакция областной газеты «Липецкая газета».
СМИ, входящие в ИД «Липецкая газета», как и отдельные журналисты холдинга, многократно становились победителями областных, межрегиональных и всероссийских творческих конкурсов. «Липецкая газета» (тогда носившая название «Ленинское знамя») в 1968 году награждена орденом «Знак Почета». В 2016 году детская газета «Золотой ключик» удостоена премии Правительства РФ в области средств массовой информации. Обозреватели «Липецкой газеты» Исаак Розенфельд и Александр Косякин удостоены престижной награды профессионального сообщества – премии Союза журналистов «Золотое перо России».
Директор издательского дома - Андрей Владимирович Богданов.

## Издания

### «Липецкая газета»
«Ли́пецкая газе́та» — основная газета Липецкой области. Учредители: управление информационной политики Липецкой области, областной Совет депутатов, ОБУ "Издательский дом "Липецкая газета".
Согласно официальным данным, первый номер газеты вышел 6 января 1918 года, под названием «Известия Липецкого Совета рабочих, солдатских и крестьянских депутатов». В дальнейшем название газеты многократно менялось. В разные годы она назвалась: «Слово правды», «Красная деревня», «Липецкая правда», «Липецкая коммуна». 6 января 1954 года её переименовали в «Ленинское знамя». Под этим именем газета просуществовала до 31 августа 1991 года, когда она стала именоваться «Липецкой газетой».
«Липецкая газета» является центральной газетой Липецкой области. С 2007 года газета выходит в цвете.
С января 2020 года газета  выходит три раза в неделю: по вторникам и пятницам – на 6 полосах формата А-2, по средам – на 32 полосах формата А-3. Тираж — более 23 000 экз.
В августе 2021 года "Липецкая газета" стала победителем всероссийского конкурса "10 лучших газет России".
«Ли́пецкая спорти́вная газе́та» — еженедельная информационная газета Липецкой области, которая освещала спортивную жизнь региона. Основана в октябре 1996 года. Единственное спортивное издание региона. Выходила по средам на 16 полосах А3. Тираж — 1700 экз. 28 июня 2023 года вышел последний номер газеты.
«Лица Липецкой области»
Областной глянцевый журнал. Первый номер вышел в феврале 2020 года.
Молодежный онлайн-журнал «ЁЖ»
Преемник газеты «Молодёжный вестник» («Ленинец»). (См. ниже)
Работает с 2020 года.
“Молодежный вестник” – газета выходила с 1991 по 2019 год.  До этого в регионе на протяжении 34 лет издавалась газета для молодёжи «Ленинец». Преемником газеты стал молодежный онлайн-журнал «Ёж».
«Ли́пецкая газе́та: ито́ги неде́ли» — еженедельное общественно-политическое издание. Полноцветный журнал выходил с 2008 по 2019 год.

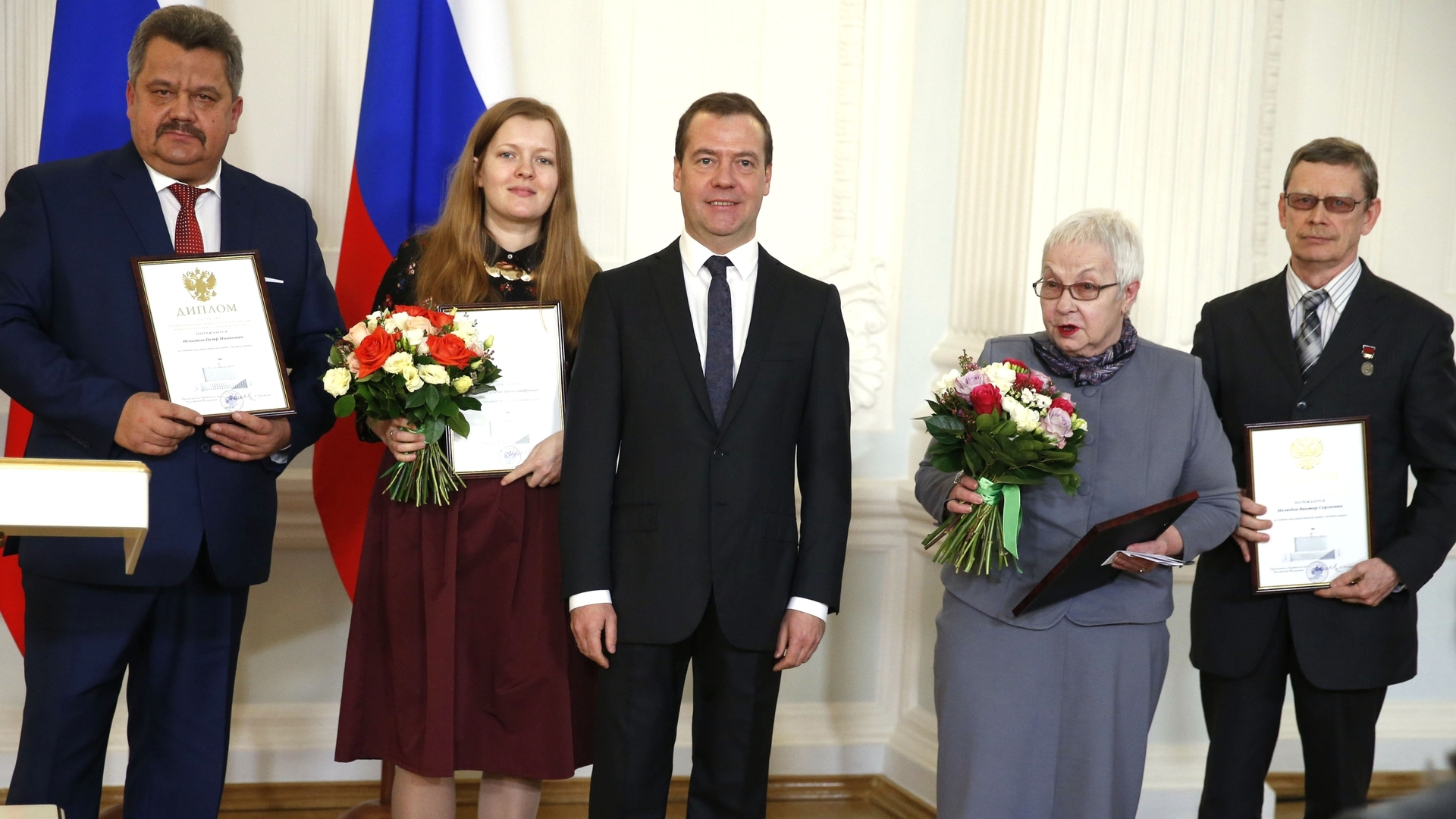
Дмитрий Медведев (в центре) и сотрудники газеты «Золотой ключик» во время вручения премии Правительства РФ в области СМИ 13 января 2017 года

«Золото́й клю́чик» — липецкий областной детский журнал. Основан в ноябре 1993 года. В составе ИД «Липецкая газета» с 2008 года.
3 декабря 2016 года изданию присуждена премия Правительства Российской Федерации 2016 года в области средств массовой информации.
При журнале работает «Школа иллюстраторов».
«Петро́вский мост» — литературный журнал. Первый номер в сентябре 2008 года.
LipetskMedia.ru — интернет-портал Липецкой области. Создан в 2012 году. Среднесуточная посещаемость – 30 тыс.